# Comostola orestias
Comostola orestias är en fjärilsart som beskrevs av Louis Beethoven Prout 1934. Comostola orestias ingår i släktet Comostola och familjen mätare. Inga underarter finns listade i Catalogue of Life.